# Cordillère de Guanacaste
La cordillère de Guanacaste est une chaîne volcanique du Costa Rica qui s'étend sur 70 km de long selon une direction nord-ouest/sud-est. Elle sépare les provinces de Guanacaste et d'Alajuela, depuis le Cerro de La Hacha et le volcan Orosí, près de la frontière avec le Nicaragua, jusqu'à la dépression près du volcan Arenal.
Les sommets les plus importants de la cordillère sont, du nord-ouest au sud-est, les volcans Orosí (1 440 m d'altitude), Rincon de la Vieja (1 895 m d'altitude), Miravalles (2 028 m d'altitude, son plus haut sommet) et Tenorio (1 916 m d'altitude). Elle se prolonge vers la cordillère de Tilarán avec le volcan Arenal et le Chato.
La cordillère de Guanacaste est l’une des plus anciennes chaînes de montagnes du Costa Rica, qui remonte à la fin du Pléistocène. L'activité volcanique est importante.
De ses pentes naissent des cours d'eau tels que le Tempisque, le rio Celeste et le rio Frio.
Elle est recouverte de forêts denses d'une grande biodiversité. Plusieurs secteurs sont protégés au sein de parcs nationaux, tels que le parc national Rincón de la Vieja dans la zone de conservation de Guanacaste. 